# Heraclenina
L'heraclenina è una sostanza organica naturale appartenente alla famiglia delle furanocumarine, presente in particolare nella buccia di agrumi quali il limone e il lime, e nel succo di panace.